# Cúpira (Venezuela)
Pour les articles homonymes, voir Cupira.
Cúpira est le chef-lieu de la municipalité de Pedro Gual dans l'État de Miranda au Venezuela.

## Étymologie
Cúpira est le nom indien d'une plante consommée par les tribus indigènes et interdites à la consommation par les conquistadors espagnols.

## Histoire
La ville est fondée en 1726 sous le nom de Inmaculada Concepción de Nuestra Señora de Cúpira. Elle est le chef-lieu de la municipalité de Pedro Gual depuis sa création en 1997.

## Économie
L'économie locale est tournée principalement vers le tourisme.

## Sources
- (es) Cet article est partiellement ou en totalité issu de l’article de Wikipédia en espagnol intitulé « Cúpira » (voir la liste des auteurs).